# Eosentomon paucrum
Eosentomon paucrum är en urinsektsart som beskrevs av Andrzej Szeptycki 200. Eosentomon paucrum ingår i släktet Eosentomon och familjen trakétrevfotingar. Inga underarter finns listade i Catalogue of Life.